# Кутузов, Дорджи Джаб
Дорджи Джаб (Дорджи-Джап) Куту́зов (? — 6 (18) августа 1889) — лектор монгольского языка в Санкт-Петербургском университете, зайсанг Малодербетевского улуса.

## Биография
Год и место рождения неизвестны. Учился в калмыцком училище в Астрахани, затем служил в Калмыцком управлении, где представлял интересы своего Абганер-Кетченеровского аймака. После смерти ламы Гамбоева, был приглашён в Санкт-Петербургский университет в качестве вольнонаёмного лектора монгольского языка и преподавал с октября 1863 года. В апреле 1866 года уволился из университета и отправился в бурятские степи, некоторое время проживал в Урге.
После выхода в отставку профессора Дорджеева, вторично приглашён на должность преподавателя монгольского языка в Санкт-Петербургский университет. В этой должности он оставался до 1887 года, когда уволился в отставку по болезни.
Впоследствии состоял правителем Малодербетовского улуса, однако не терял связи с университетом: оказывал содействие приезжавшим в Калмыкию экспедициям профессоров и студентам-практикантам, подарил библиотеке университета 20 ценных калмыцких рукописей. Собирал калмыцкий фольклор, пословицы и поговорки. Скончался 6 (18) августа 1889 года.

## Семья
Младший сын зайсанга Джапа Кутузова. После смерти отца править родом стал старший брат Дорджи-Джапа, Бадме-Джап Кутузов, по смерти брата правление перешло к Дорджи-Джапу.
Жена — Ован (в крещении — Ольга Александровна) Кутузова (1864 или 1865 — после 1929). Девичья фамилия — Шалбурова. окончила Астраханскую Мариинскую гимназию, народная учительница. Двое сыновей (Пётр и Дмитрий Кутузовы).